# Джексон, Алан
Алан Джексон (англ. Alan Eugene Jackson; род. 1958) — американский автор-исполнитель музыки кантри.
Вместе с Гартом Бруксом, Трэвисом Триттом и Клинтом Блэком входит в так называемый «выпуск 89 года» — плеяду кантри-артистов, обеспечивших с конца 80-х новые масштабы коммерческого успеха и популярности музыки кантри.
Дважды лауреат премии «Грэмми». Член Grand Ole Opry (2011) и посвящен в Зал славы кантри (2017). Его альбомы проданы тиражом свыше 60 млн. копий.

## Биография
Алан Джексон родился 17 октября 1958 года в городе Ньюнан, штат Джорджия. С детства любил петь, хотя становиться профессиональным кантри-музыкантом не планировал вплоть до 20 лет. В 21 год Джексон начал исполнять с местными группами кавер-версии песен Джорджа Джонса, Хэнк Уильямса и Мэрла Хэггарда, а также сочинять собственные композиции. Параллельно он работал водителем погрузчика. Благодаря советам жены, которая всячески поддерживала его творческие начинания, в 1985 году Джексон переехал в столицу жанра кантри — Нэшвилл.
Через некоторое время его жена, работавшая стюардессой, неожиданно встретила в аэропорту Глена Кэмпбелла и спросила у него совета относительно карьеры мужа. Кэмпбелл направил её в свой нэшвильский офис, где Джексон в итоге получил несколько ценных рекомендаций о том, как добиться успеха в музыкальном бизнесе. На тот момент он работал в почтовом отделе кабельной кантри-сети TNN, продолжая сочинять песни и периодически записывал демозаписи. В конечном счете он получил контракт с музыкальным издательством Кэмпбелла KayTeeKay.
Записав несколько демозаписей с продюсером Китом Стигаллом, он в 1989 году подписал контракт с рекорд-лейблом Arista Records и выпустил свой дебютный альбом Here in the Real World (1990). Его первый сингл «Blue Blooded Woman» не попал в Топ-40 чарта Hot Country Songs, однако заглавная песня вошла в Топ-3, а остальные три сингла — в Топ-10. Его второй альбом под названием Don’t Rock The Jukebox (1991), продался тиражом более 4 млн. копий и включал одноименный сингл, возглавивший Hot Country Song. После выхода хит-сингла «Chattahoochee» с его третьего альбома A Lot About Livin' (And A Little 'Bout Love) (1992), Джексон получил в медиа репутацию «суперзвезды».
Также Джексон прославился как автор песен для других артистов, в частности, своего друга Рэнди Трэвиса, а также Клэя Уокера и Фэйт Хилл. Приметив коммерческую ценность творчества Джексона, издательская компания Warner Chappell в декабре 1994 года выкупила права на весь каталог его песен за $13 млн. Среди прочих хитов певца: «She’s Got the Rhythm (And I Got the Blues)», «Livin’ on Love», «Gone Country», «I Don’t Even Know Your Name», «Little Bitty», «Between the Devil and Me», «Where I Come From», «Drive (For Daddy Gene)», «Remember When», «Small Town Southern Man» и другие.
В 1999 году Джексон выпустил кавер-альбом Under the Influence, также продавшийся миллионным тиражом и принесший ему хит «It Must Be Love» (интерпретация популярной песни Дона Уильямса). В том же году на церемонии CMA Awards Джексон выразил протест против решения менеджмента ограничить 90 секундами выступление утратившего былую популярность кантри-классика Джорджа Джонса. Сам легендарный певец отказался выходить на сцену на таких условиях и остался дома. В ходе церемонии Джексон в знак солидарности с ним без предварительного согласования с продюсерами шоу прервал исполнение собственной композиции «Pop a Top» и начал петь хит Джонса «Choices».
После террористических актов 11 сентября 2001 года Джексон написал и исполнил песню «Where Were You (When the World Stopped Turning)», которая возглавила кантри-чарт. Сам певец получил за эту работу общественное признание на национальном уровне. В 2003 году совместно с Джимми Баффетом выпустил песню It's Five O'Clock Somewhere ставшую очень известной. В 2006 году он выпустил традиционный госпел-альбом Precious Memories. Хотя диск и был проигнорирован радио, но занял первую позицию в Top Country Albums и продался тиражом более миллиона копий. В том же году, во время записи альбома Like Red On A Rose, Джексон вместо своего обычного продюсера Кита Стигалла работал с Элисон Краусс, которая также занималась подбором и аранжировкой песен. Из-за нетипичной для Джексона стилистики, диск не получил коммерческого успеха, сравнимого с его прошлыми работами. В 2017 году журнал Rolling Stone поставил певца на 28-ю позицию в своём списке «100 величайших кантри-артистов всех времен».

## Личная жизнь
Алан Джексон живёт в Нэшвилле. Со своей женой Дэниз, он обвенчался в 1979 году, когда ему было 18 лет. У них есть три дочери: Мэтти  (род. 1990 г.), Эли (род. 1993 г.), Дэни (род. 1997 г.). Джексон увлекается коллекционированием автомобилей, интересуется мотоциклами и рыбалкой. Его любимыми кантри-исполнителями являются Джордж Джонс, Хэнк Уильямс и Мерл Хэггард. Любимые актеры — Клинт Иствуд и Джоди Фостер.

## Интересные факты
- Более 50 песен Джексона попадали в Топ-10 чарта Hot Country Songs журнала Billboard; 35 из них занимали первую строчку хит-парада[6]
- Свой хит «Midnight in Montgomery» Джексон посвятил легенде музыки кантри Хэнку Уильямсу[13]
- В 2010 году на голливудской «Аллее Славы» была заложена звезда Алана Джексона[14]
- В одной из серий мультфильма «Южный парк» Джексон присутствовал в качестве героя, исполнив пародийную песню «A Ladder to Heaven»[15].

## Дискография
| Студийные альбомы - Here In The Real World (1990) - Don’t Rock The Jukebox (1991) - A Lot About Livin' (And A Little 'Bout Love) (1992) - Honky Tonk Christmas (1993) - Who I Am (1994) - Everything I Love (1996) - High Mileage (1998) - Under The Influence (1999) - When Somebody Loves You (2000) - Drive (2002) - Let It Be Christmas (2002) - What I Do (2004) - Precious Memories (2006) - Like Red On A Rose (2006) - Good Time (2008) - Freight Train (2010) - Thirty Miles West (2012) - Precious Memories Volume II (2013) - The Bluegrass Album (2013) - Angels & Alcohol (2015) - Where Have You Gone (2021) Концертные альбомы Live At Texas Stadium (2007) | Компиляции - The Greatest Hits Collection (1995) - Super Hits (1999) - Greatest Hits Volume II (2003) - The Very Best of Alan Jackson (2004) - 16 Biggest Hits (2007) - Songs of Love and Heartache (2009) - 34 Number Ones (2010) - The Essential Alan Jackson (2012) - Playlist: The Very Best of Alan Jackson (2012) - Genuine: The Alan Jackson Story (2015) - Precious Memories Collection (2015) Видео - Here in the Reel World (1991) - Livin', Lovin', and Rockin' That Jukebox (1993) - The Greatest Hits Video Collection (1995) - Greatest Hits Volume II, Disc 1 (2003) - Greatest Hits Volume II, Disc 2 (2004) - Precious Memories: Live at the Ryman (2009) |